# Babez for Breakfast
Albums de Lordi
Zombilation - The Greatest Cuts
(2009) Scarchives Vol. 1
(2012)
Babez for Breakfast est le 5e album studio du groupe finlandais de Hard rock Lordi, sorti le 10 septembre 2010. Les costumes des membres du groupe ont été renouvelés pour la sortie de cet album.
L'enregistrement de l'album a débuté le 16 février 2010 à Wireworld Studio à Nashville dans le Tennessee aux États-Unis. Le groupe comptait 44 démos à choisir, dont 15 titres choisis pour le montage final.
Mr. Lordi a écrit le titre Call Off the Wedding avec l'ancien guitariste du groupe Kiss Bruce Kulick et Jeremy Rubolino. Mark Slaughter, chanteur du groupe Slaughter fait une apparition sur l'album, il joue le rôle du père sur Granny's Gone Crazy.

## Composition du groupe
- Mr. Lordi – chants
- Ox – basse
- Amen – guitare
- Kita – batterie, chœurs et arrangements
- Awa – claviers

## Liste des titres
| No  | Titre                            | Crédit(s)                                 | Durée |
| --- | -------------------------------- | ----------------------------------------- | ----- |
| 1.  | SCG5: It's a Boy!                | Mr. Lordi                                 | 1:21  |
| 2.  | Babez for Breakfast              | Mr. Lordi, Tracy Lipp                     | 3:30  |
| 3.  | This Is Heavy Metal              | Mr. Lordi, Tracy Lipp                     | 2:59  |
| 4.  | Rock Police                      | Mr. Lordi, Tracy Lipp, P.K. Hell          | 3:58  |
| 5.  | Discoevil                        | Mr. Lordi, Tracy Lipp                     | 3:49  |
| 6.  | Call Off the Wedding             | Mr. Lordi, Bruce Kulick, Jeremy Rubolino  | 3:31  |
| 7.  | I Am Bigger Than You             | Mr. Lordi, Tracy Lipp                     | 3:04  |
| 8.  | ZombieRawkMachine                | Mr. Lordi, Amen                           | 3:42  |
| 9.  | Midnite Lover                    | Mr. Lordi, Tracy Lipp, Amen               | 3:21  |
| 10. | Give Your Life for Rock and Roll | Mr. Lordi, Tracy Lipp, Ox, Cosimo Binetti | 3:54  |
| 11. | Nonstop Nite                     | Mr. Lordi, Tracy Lipp, Amen, P.K. Hell    | 3:56  |
| 12. | Amen's Lament to Ra              | Amen                                      | 0:32  |
| 13. | Loud and Loaded                  | Mr. Lordi, Tracy Lipp                     | 3:15  |
| 14. | Granny's Gone Crazy              | Mr. Lordi, Ox                             | 3:56  |
| 15. | Devil's Lullaby                  | Mr. Lordi, Tracy Lipp                     | 3:43  |

## Single extrait
- This Is Heavy Metal ( 9 août 2010 )